# Palmetta (decorazione)

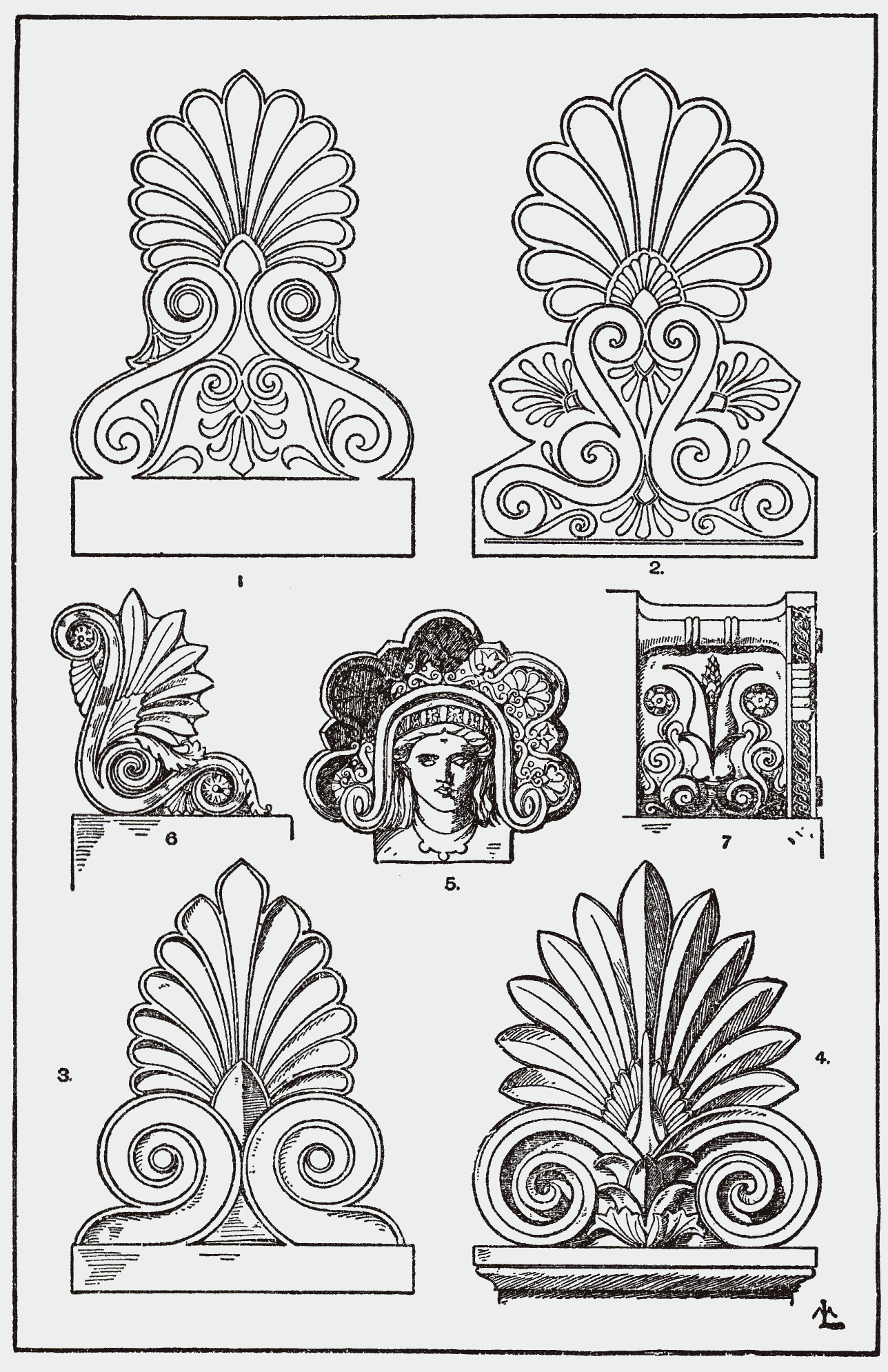
Palmette dallHandbook of Ornaments di Franz Meyer (1898)

Nell'arte e nella decorazione, la palmetta, (in greco ανθέμιον o "anthemion", diminutivo di fiore) è un motivo decorativo a ventaglio in forma di foglia di palma. Era molto utilizzato come elemento decorativo nell'arte greco-romana. 
Ha una storia di vasta portata, originata nell'Antico Egitto con un successivo sviluppo attraverso l'arte della maggior parte dell'Eurasia, spesso in forme che hanno relativamente poca somiglianza con l'originale. Negli usi antichi greci e romani è anche conosciuto come anthemion (dal greco ανθέμιον, un fiore). Si trova nella maggior parte dei mezzi artistici, ma soprattutto come ornamento architettonico, sia scolpito che dipinto, e dipinto su ceramica. È molto spesso una componente del disegno di un fregio o di una bordura. La complessa evoluzione della palmetta è stata tracciata per la prima volta da Alois Riegl nel suo Stilfragen del 1893. La mezza palmetta, bisecata verticalmente, è anche un motivo molto comune, che si trova in molte forme mutate e vestigiali, e particolarmente importante nello sviluppo dell'ornamento a volute vegetali.

## Descrizione
L'essenza della palmetta è un gruppo simmetrico di "fronde" che si diffondono da una singola base, normalmente allargandosi man mano che escono, prima di terminare con una punta arrotondata o abbastanza smussata. Ci può essere una fronda centrale che è più grande del resto. Il numero di fronde è variabile, ma tipicamente tra cinque e circa quindici.
Nel disegno del bordo ripetuto comunemente indicato come anthemion, le fronde della palma assomigliano più da vicino ai petali del fiore del caprifoglio, come se fosse progettato per attirare gli insetti fertilizzanti. Alcuni paragonano la forma ad una mano aperta hamsa - spiegando la comunanza e la derivazione del 'palmo' della mano.
In alcune forme del motivo le volute o i cartigli ricordano un paio di occhi, come quelli sull'harmika dello stupa tibetano o nepalese e gli occhi e il disco solare alla corona delle stele egizie.

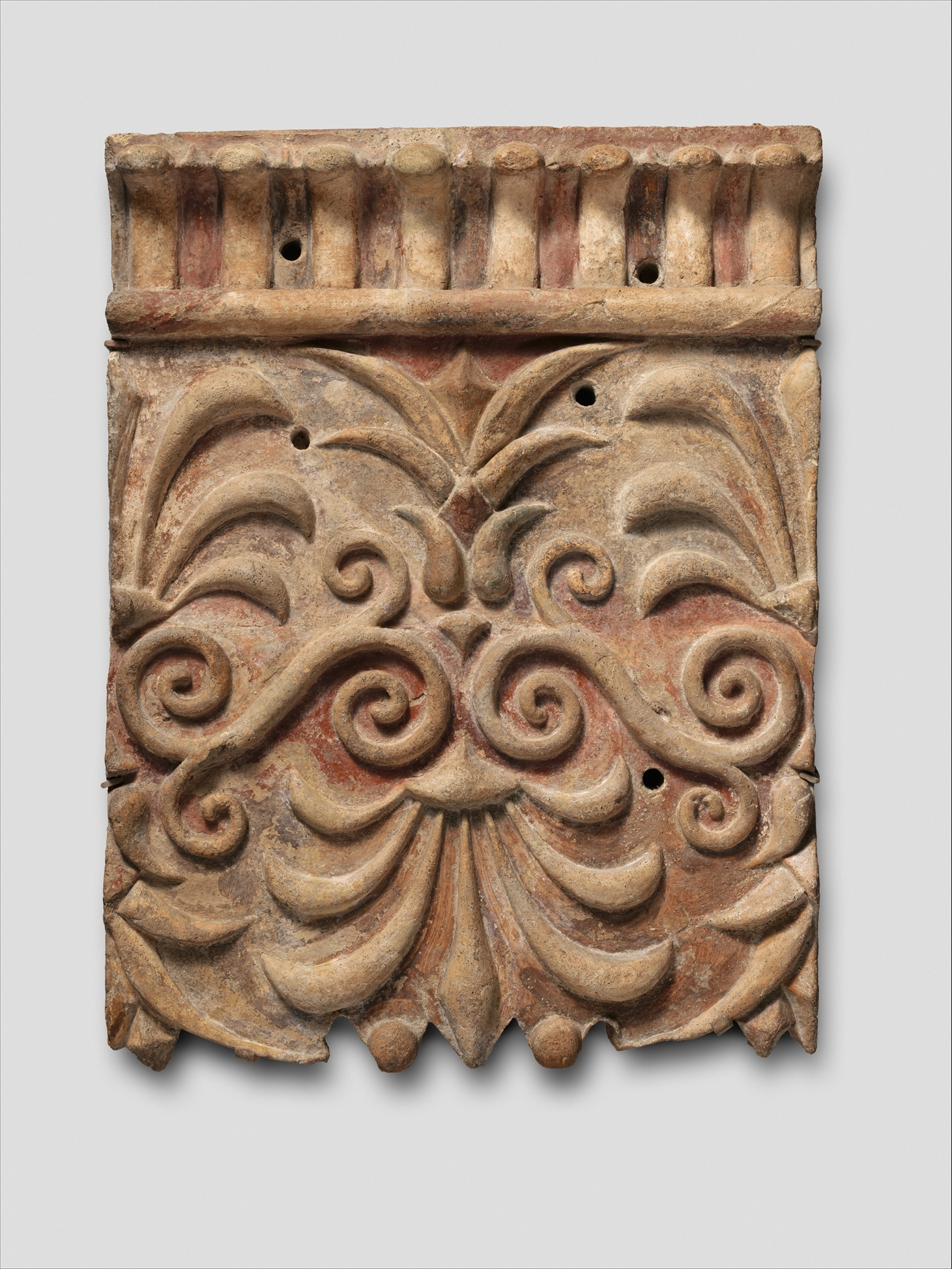
Placca architettonica etrusca con palmette, della fine del IV secolo a.C., terracotta dipinta, nel Metropolitan Museum of Art (New York City)

In alcune varianti i tratti di un volto più sviluppato diventano distinguibili nella palmetta stessa, mentre in certi usi architettonici, di solito alla testa di pilastri o erme, il ventaglio di palmette si trasforma in un volto maschile o femminile e le volute appaiono talvolta come seni. Comune a tutte queste forme è la coppia di volute alla base del ventaglio, che costituisce la caratteristica distintiva della palmetta.

## Altri progetti

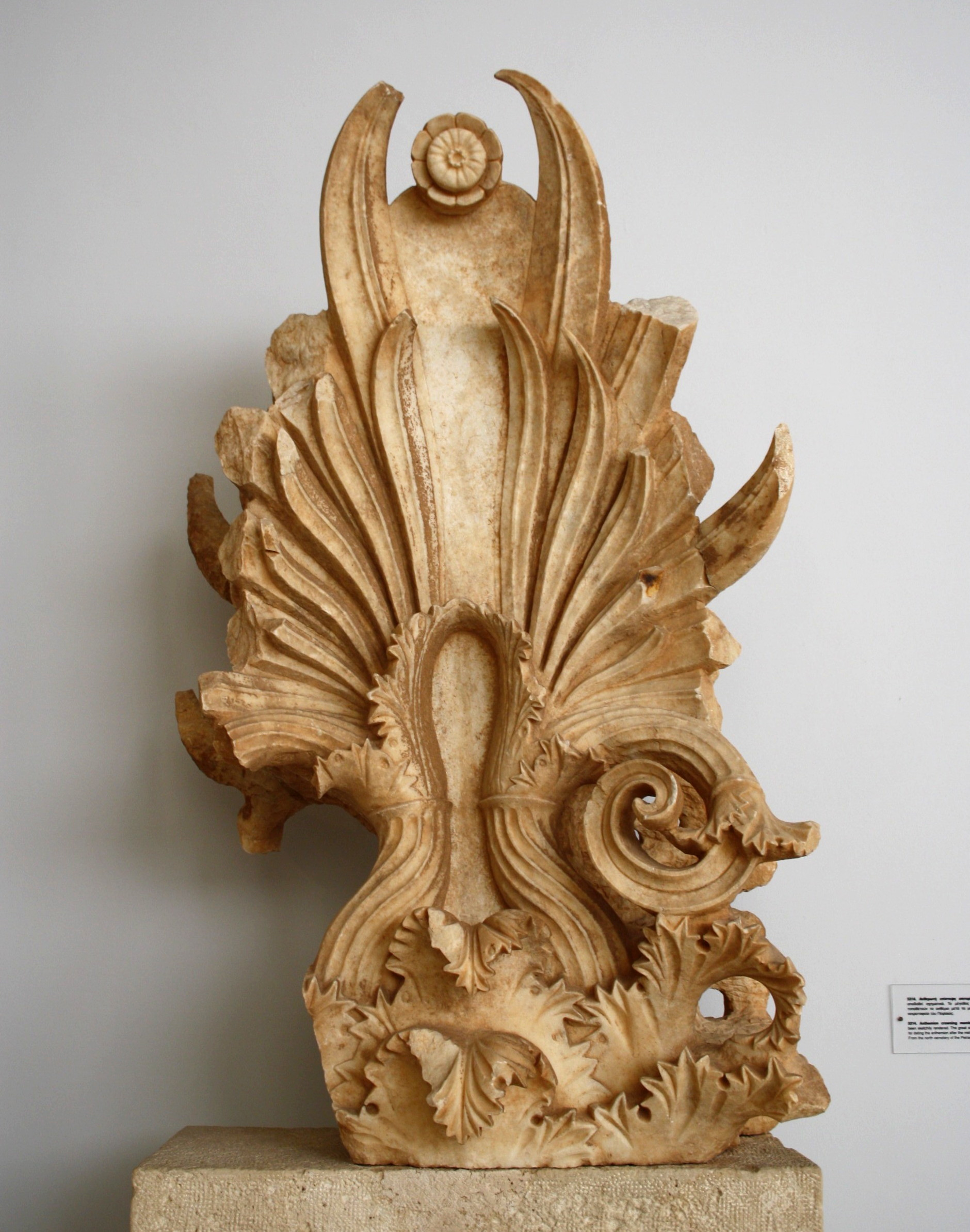
Un anthemion a forma di palmetta